# 함부르크 전투 (1945년)
함부르크 전투는 제2차 세계 대전 기간의 마지막 전투 중 하나로, 독일 1 공수군의 남은 병력과 영국의 VIII 군단이 함부르크 점령을 놓고 1945년 4월 18일부터 5월 3일까지 일어난 전투이다. 영국군은 독일 북부의 마지막으로 포위된 저항 지점 중 하나로 함부르크 도시 내에서 치열한 저항에 부딪쳤다. 영국군이 도시를 점령한 이후, 그들은 북서쪽으로 진군하여 유틀란트 반도의 독일 1 공수군의 남은 병력과 육군 북부 집단군의 나머지를 포위시켰다.

## 배경
연합군이 라인강을 도하하면서 서부의 독일군은 붕괴되기 시작했다. 발터 모델 지휘 하의 B 집단군은 서부전선에 남아 있는 유일하게 저항 가능한 독일군 중 하나였다. 그러나, 3개 군으로 구성된 이 집단군은 미국의 베1 군과 제9군이 포위하고 항복시키면서 서부전선에서 남아 있던 가장 큰 저항군이 사라졌다. B 집단군이 패배한 이후, 독일군은 몇몇 도시에서만 저항군을 조직할 수 있었고 서로 간의 통신도 힘들었다. 연합군은 독일 전역에서 진군을 시작하면서 미군이 중앙부를 맡고, 영국군이 북부를 맡았다. 영국군의 주공은 마일스 뎀프시가 이끄는 영국제 2군이었다. 이 군의 목표는 독일 북부 전반을 진공하여 베를린까지 진군하는 것이었다. 영국군은 거의 미미한 저항만 받았으며, 남부의 미군에 비해 더 빠르고 안정적으로 공세를 펼쳤다. 독일 1 공수군과 새로 생긴 북서부 군은 독일 북부의 마지막 독일군이었다. 영국군이 진격을 계속하자 붉은 군대에게 포위당한 베를린의 독일 최고 사령부는 지원군을 보내는 것을 거부했다. 독일군은 브레멘에서 대략 7일간 영국군을 저지시켰다. 살아남은 남은 군은 유틀란트 반도로 후퇴했다. 함부르크는 마지막으로 방어하던 도시였고, 독일군은 최종 방어선을 구축하기 위해 노력했다. 졸타우가 점령된 이후, 영국 8군단의 영국 7 기갑 사단은 도시를 공격하기 시작했다.

## 전투

### 초기 이동
영국군의 주공을 맡은 7 기갑 사단은 함부르크를 공격하고 이곳에서 엘베강으로 진출했으며, 15 보병사단은 도시 남쪽의 울젠에서 공세를 가했다. 영국 8군단의 일부는 함부르크 북서쪽을 직접 공격했다. 하르부르크로 가는 길에 7 사단은 4월 18일 벨레와 토스테트를 점령했고, 다음 날 홀렌스테트로 진격했다. 이때까지 독일군은 가까이 진격하는 영국군을 막기 위해 방어선을 구축했다. 4월 20일, 사단이 데르스토르프를 점령하면서 함부르크 서쪽 8마일(12.9km)까지 다가왔다. RHA 전방 관측 장교(FOOS)는 엘베 강에 도달했으며, 군대를 돌려 강 건너편의 평원을 점령했다. 같은 날, 131 보병 여단은 하르부르크 남쪽 2마일(3.2km)의 바흐렌돌프를 점령했다. 사단은 5일간 함부르크로의 진격을 정지했다. 이 진격 정지 기간 동안 도시의 방어선을 구축하고 공격에 대비할 시간을 벌였다. 그러나, 4월 26일 히틀러 유겐트 군인 12 SS 연대의 지원을 받은 선원과 경찰이 바흐렌돌프로 반격했다. 그들은 88mm FlaK와 75mm 곡사포의 지원을 받고 시내 중심가까지 진출했으나 영국 전차의 반격으로 다시 후퇴했다. 전투는 다음날까지 계속되었고, 독일군은 60명이 사망하고 70명이 포로가 된 이후 하르부르크로 다시 후퇴했다.

### 도시 진입
4월 28일, 독일군은 도시 내로 공세를 펼치기 시작했다. 5 영국 전차 연대, 9 더럼 경보병 연대와 1 소총병 여단이 아우토반이 있는 제스테부르크와 히트벨드를 점령했다. 그럼에도 불구하고, 독일군이 아우토반의 일부롤 폭파시키면서 영국군의 진격이 둔화되었다. 일단 영국군이 하르부르크로 들어가자 독일군은 치열하게 저항했고 독일군이 항복하지 않아 건물 하나하나를 점령해야 했다. 이 때 독일 1 공수군은 SS, 낙하산병, 국민돌격대, 정규 독일 국방군 군인, 선원, 경찰, 소방관, 히틀러 유겐트 등이 섞여있었다. 도시 중심으로 진격할수록 독일군의 저항은 점점 심해졌다. 이들은 함부르크까지 가는 아우토반에서 필사적으로 싸우고 있었다. 그날 저녁, 첫 번째 영국군이 엘베 강을 건너 함부르크로 들어갔다. 88mm 포는 도시 곳곳에 분산되어 있었지만 전투가 진행됨에 따라 효과가 나타났다. 대전차 대대를 포함한 많은 독일군, 헝가리 SS 부대, "판저파우스트" 부대가 여전히 하르부르크 남쪽 숲에 남아있었기 때문에 영국군은 이 지역을 우회했고, 나중에 정리되었다. 1 영국 전차 대대의 지원을 받은 53 사단이 숲에 남아 있던 독일군을 공격하여 2,000명을 포로로 잡았다. 전투가 계속되는 동안, 독일군의 방어선은 무너지기 시작했다. 4월 30일, 히틀러가 베를린에서 자살하고 북쪽에서 군대를 지휘하던 대제독 카를 되니츠는 에르윈 볼츠에게 영국군에게 도시를 포기하라고 말했다. 볼츠는 독일 대표단과 함께 5월 2일 사단 본부에 도착했으며 공식적으로 5월 3일 함부르크가 무방비 도시를 선언하고 항복했다. 같은 날 7 사단이 폐허가 된 도시로 진입했다.

## 여파
함부르크는 독일 북부 지역에서 마지막으로 남은 저항 지역이었다. 전투 이후, 1 공수군의 살아남은 군들은 유틀란트 반도로 퇴각했다. 그들 중 대부분은 킬로 퇴각했는데, 그곳에서 동부 전선에서 탈출한 처참한 비스툴라 집단군을 만나게 되었다. 영국 7 기갑사단은 뤼베크로 전진했으며, 이 곳에서 5월 4일 독일군의 항복 소식을 들었다.